# Trathala ocypeta
Trathala ocypeta là một loài tò vò trong họ Ichneumonidae.